# Bob Backlund
Robert „Bob“ Louis Backlund (* 14. August 1949 in Princeton, Minnesota) ist ein ehemaliger US-amerikanischer Wrestler. Er war Ende der 1970er Jahre als (W)WWF Champion das Aushängeschild der damaligen Worldwide Wrestling Federation (WWWF) bzw. später WWF. Seine erste Titelregentschaft von 1978 bis 1983 gilt offiziell als zweitlängste in der Geschichte dieses Titels.

## Karriere

### AWA, NWA und WWWF
Bob Backlund war Ringer an der North Dakota State University und gewann 1971 die Division II NCAA Championship bis 80 kg. Nach Training durch Eddie Sharkey wechselte er zum professionellen Wrestling. Backlund begann seine Karriere 1973 in der Organisation Verne Gagnes, der AWA. Ein Jahr später bereits wechselte er in die NWA, wo er im März 1974 durch einen Sieg gegen Terry Funk Western States Heavyweight Champion werden durfte. Nachdem er in den folgenden Jahren auch in Georgia, Missouri und Florida zu Titelehren gekommen war, engagierte ihn Vincent J. McMahon 1977 für die aufstrebende World Wide Wrestling Federation (WWWF,  heute als World Wrestling Entertainment bekannt). Hier durfte er im Februar 1978 durch einen Sieg über „Superstar“ Billy Graham im Madison Square Garden den WWF Champion-Titel erhalten.
Auf einer Japan-Tour 1979 verlor er den Titel kurzzeitig an Antonio Inoki, was allerdings in den USA weder bekanntgegeben, noch in den Titelhistorien anerkannt wurde. Nachdem er den Titel bis 1983 u. a. erfolgreich gegen Pat Patterson, Don Muraco, Greg Valentine, Harley Race und Ric Flair verteidigt hatte, sollte sein Ringcharakter zum Bösewicht umgebaut werden und Backlund den Titel an Hulk Hogan abgeben. Backlund weigerte sich und so verlor er den Titel am 26. Dezember 1983 auf sehr kontroverse Art und Weise an den Iron Sheik, als sein Manager Arnold Skaaland das Handtuch warf. Backlund wurde kurz darauf als verletzt deklariert, um den fehlenden Rückkampf zu erklären, und Hogan erhielt jenen Titelkampf.

### UWA und WWF
In den folgenden Jahren verschwand er weitgehend von der Bildfläche und trat ab und an in kleineren Ligen wie der UWF auf.
1992 kehrte er in die WWF zurück. Da sein als Mat-Wrestling bezeichneter Stil bei der neuen Generation von Wrestling-Fans nicht mehr ankam, ging er für einige Zeit nach Japan, wo er mit Scott Putski und dem Warlord den WAR World-6-Men-Tag-Team-Title gewinnen durfte, und kehrte dann erneut zur WWF zurück. Nach einem verlorenen Titelmatch gegen den amtierenden WWF-Champion Bret Hart attackierte er diesen. Die folgende Darstellung des wie wahnsinnig herumschreienden, teilweise verwirrt wirkenden, hochintelligenten und viele lateinische Fremdworte („Plebejer“) benutzenden Bösewichts war eine komplette Kehrtwende seines bisherigen Charakters als fairer und freundlicher Universitätssportler. Er wollte von nun an nur noch mit „Mr. (Bob) Backlund“ angesprochen werden und behauptete laut Skript, immer noch Champion zu sein, da er den Titel nie regulär verloren hätte, und forderte Bret Hart erneut um den WWF-Championtitel bei der Survivor Series 1994 heraus.

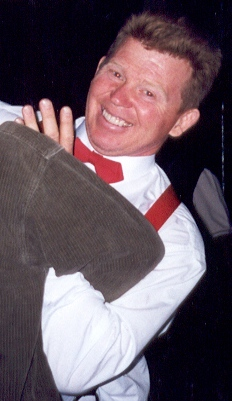
Bob Backlund (1998)

In diesem sogenannten Submission-Match gab es die Sonderregel, dass es nur durch den Handtuchwurf der „Sekundanten“ (Davey Boy Smith auf Harts, Owen Hart auf Backlunds Seite) entschieden werden konnte. Damit wurde das Motiv seines eigenen irregulären Titelverlusts wieder aufgegriffen. Backlund gewann das Match und somit den Titel, als Owen Hart während des Matches einen Gesinnungswandel vortäuschte und seine Mutter dazu brachte, stellvertretend für den ausgeknockten Davey Boy Smith das Handtuch zu werfen, als sich Hart schon einige Minuten in Backlunds Aufgabegriff befand.
Drei Tage später sollte Backlund den Titel in Rekordzeit an Diesel (Kevin Nash) wieder abgeben, um diesen als neuen Star aufzubauen. Sein letztes großes Match war bei Wrestlemania XI gegen Bret Hart. In den folgenden Jahren war er in der WWF kurzzeitig als Manager von The Sultan und Kurt Angle tätig, außerdem hatte er gelegentliche Gastauftritte, wie etwa als Teilnehmer des Royal Rumble 2000 oder der 15th Anniversary Battle Royal bei Monday Night RAW im Dezember 2007. Dabei blieb er stets in seiner Rolle als irrer Bösewicht, dessen konsequente Darstellung ihm im Laufe der Jahre einige Beliebtheit bei den Fans einbrachte.
Am 21. Januar 2013 gab die WWE bei der Show WWE Raw die Aufnahme Backlunds in die WWE Hall of Fame am Tag vor WrestleMania XXIX bekannt. Die Laudatio hielt die als großer WWE-Fan und gute Freundin Backlunds bekannte Fernsehmoderatorin Maria Menounos.

### Nach der Vollzeitkarriere
Beim Final Resolution 2007 PPV von Total Nonstop Action Wrestling (TNA) war Bob Backlund Teil der Jury beim Finale der Paparazzi Championship Series zwischen Alex Shelley und Austin Starr. In den darauf folgenden Wochen entwickelte sich dann eine Fehde zwischen Backlund und Starr. Seitdem machte Backlund vereinzelt Gastauftritte bei verschiedenen Promotions zu besonderen Anlässen.

### WWE heute
Im Jahr 2016 kehrte Backlund als Manager zur WWE zurück und trat in die Rolle des „Lifecoach“ von Darren Young. In diversen Vignetten versuchte er in seiner „Mr. Backlund“-Art diesen zu Höchstleistungen zu motivieren und ihn unter dem Motto „Make Darren Young great again!“ (Anlehnung an Donald Trumps Wahlkampfslogan Make America Great Again) wieder zu größeren Erfolgen zu führen. Seit Youngs Entlassung 2017 trat Backlund nicht mehr für die WWE öffentlich in Erscheinung.

## Titel
| Datum des Titelgewinns | Titel                                                       | gewonnen gegen…                     | Datum des Titelverlusts | verloren an                                     |
| ---------------------- | ----------------------------------------------------------- | ----------------------------------- | ----------------------- | ----------------------------------------------- |
| März 1974              | Western States Heavyweight Title                            | Terry Funk                          | Mai 1974                | Karl von Steiger                                |
| Oktober 1975           | Georgia Tag Team Title (mit Jerry Brisco)                   | Mr. Fuji & Toru Tanaka              | Dezember 1975           | Les Thornton & Tony Charles                     |
| 23. April 1976         | Missouri Heavyweight Title                                  | Harley Race                         | 26. November 1976       | Jack Brisco                                     |
| Mai 1976               | Florida Tag Team Title (mit Steve Keirn)                    | „Cowboy“ Bob Orton & Bob Roop       | Oktober 1976            | Hollywood Blondes (Buddy Roberts & Jerry Brown) |
| 20. Februar 1978       | WWWF World Heavyweight Championship                         | „Superstar“ Billy Graham            | 30. November 1979       | Antonio Inoki                                   |
| 6. Dezember 1979       | WWF Heavyweight Title                                       | Bobby Duncum Sr. (Titel war vakant) | 26. Dezember 1983       | The Iron Sheik                                  |
| 26. August 1994        | WAR 6-Men-Tag-Team-Title (mit Scott Putski und dem Warlord) | Jado, Gedo & Hiromichi Fuyuki       | 1. September 1994       | Jado, Gedo & Hiromichi Fuyuki                   |
| 23. November 1994      | WWF World Heavyweight Title                                 | Bret Hart                           | 26. November 1994       | Diesel                                          |

## Privates
Backlund ist seit 1974 mit einer Physiklehrerin namens Corki verheiratet. Ihre gemeinsame Tochter Carrie wurde wenige Jahre später geboren.
Im Jahr 2000 bewarb er sich in Connecticut erfolglos als Kandidat der Republikaner um einen Sitz im Kongress.